# Reggiane Re.2007

Reggiane Re.2007 Risszeichnungen

Die Reggiane Re.2007 war ein von Reggiane entwickeltes Projekt für einsitziges Jagdflugzeug mit Strahltriebwerk.

## Geschichte
Das Design-Team um Ing. Roberto Longhi begann die Arbeiten im Oktober 1943. Die Komponentenfertigung für den Prototyp MM.541 begann kurz darauf. Als Triebwerk war ein deutsches Junkers Jumo 004 vorgesehen. Genauere Konstruktionsdetails des Jumo 004 sowie Einbauvorschriften erhielt Longhi erst Januar 1944. Hauptmann Bohm, ein Ingenieur der Luftwaffe bei Reggiane, konnte keine Entscheidung bezüglich konkreter Liefertermine für zwei von der Luftwaffe versprochene Jumo 004 erhalten.
Im Oktober 1944 wurden die Komponenten zusammen mit der Reggiane Re.2006, einem weiteren Jägerprojekt, wegen der Kriegslage nach Taliedo in die Caproni-Werke transportiert. Durch Intervention von Graf Gianni Caproni wurden die beiden Triebwerke schließlich geliefert. Allerdings erreichten sie nie das Werk. Gerüchten nach sollen sie gestohlen und auf dem Metallwaren-Schwarzmarkt in Mailand verkauft worden sein.

## Technische Daten
- Besatzung: 1
- Höchstgeschwindigkeit: 1050 km/h. Dieser errechnete Wert war sicher zu hoch gegriffen. In verschiedenen Berichten wird von Vergleichbarkeit mit der Heinkel He 162 gesprochen.
- Gipfelhöhe: 15.000 m
- Reichweite: 1500 km
- Triebwerk : ein Jumo 004
- Bewaffnung: 4 × MG 151/20